# The Two Popes
The Two Popes är en biografisk dramafilm från 2019 i regi av Fernando Meirelles och skriven av Anthony McCarten, baserad på McCartens teaterpjäs The Pope från 2017. Filmen skildrar påven Benedictus XVI (Anthony Hopkins) som blir vän med kardinal Jorge Mario Bergoglio (Jonathan Pryce) från Argentina, den blivande påven Franciskus.
Filmen hade världspremiär vid Telluride Film Festival den 31 augusti 2019. Den hade en begränsad biopremiär i USA den 27 november 2019 och i Storbritannien den 29 november samma år. Filmen släpptes sedan på Netflix den 20 december 2019. Recensenter berömde både Pryces och Hopkins skådespel, liksom McCartens manus, och deras insatser har prisnominerats inför Oscarsgalan, Golden Globe-galan och BAFTA-galan 2020.

## Rollista (i urval)
- Jonathan Pryce – Kardinal Jorge Mario Bergoglio, den blivande påven Franciskus.
  - Juan Minujín – Jorge Mario Bergoglio som ung
- Anthony Hopkins – Benedictus XVI
- Luis Gnecco – Kardinal Cláudio Hummes
- Sidney Cole – Kardinal Peter Turkson
- Lisandro Fiks – Fader Franz Jalics
- Maria Ucedo – Esther Ballestrino
- Willie Jonah – Kardinal Arinze
- Thomas D. Williams – Amerikansk journalist
- Achille Brugnini – Kardinal Martini
- Federico Torre – Protodiakon Estevez
- Germán de Silva – Fader Yorio
- Josello Bella – Amiral Massera